# Anthophiloptera dryas
Anthophiloptera dryas är en insektsart som beskrevs av Rentz, D.C.F. och Densey Clyne 1983. Anthophiloptera dryas ingår i släktet Anthophiloptera och familjen vårtbitare. Inga underarter finns listade i Catalogue of Life.